# Pohjois-Tapiola
Pohjois-Tapiola est un quartier de la ville d'Espoo en Finlande.

## Description
Pohjois-Tapiola compte 6 406 habitants (31.12.2016).
La plupart des habitations de Pohjois-Tapiola ont été construites entre les années 1960 et 1990. Le type d'habitat est diversifié, le plus courant étant les immeubles résidentiels.
Les habitants de la bordure Est de Pohjois-Tapiola sont desservis par les bus qui parcourent le Kehä I comme ceux de la runkolinja 550.

## Galerie

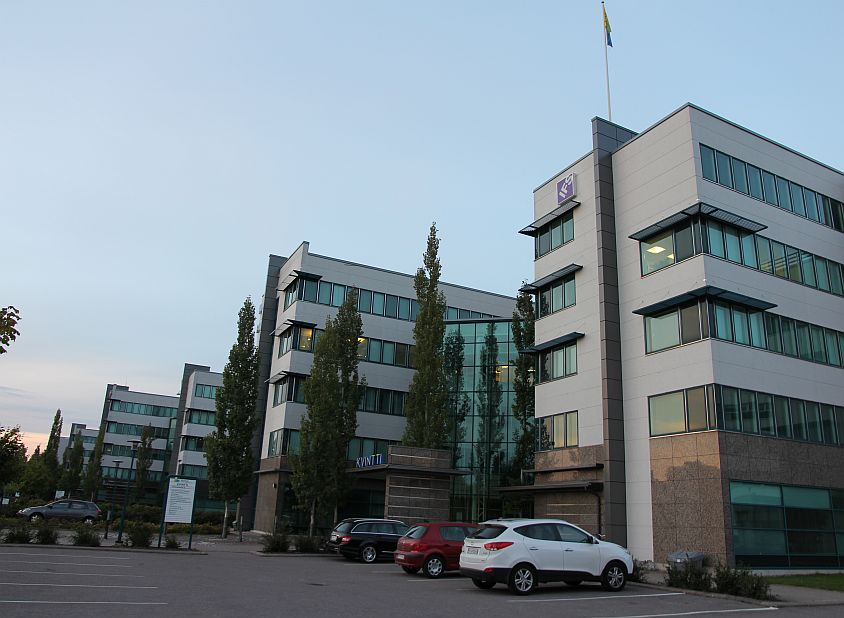
Parc d'activité Spektri.